# 観光庁
観光庁（かんこうちょう、英: Japan Tourism Agency、略称: JTA）は、日本の行政機関のひとつ。日本の観光立国の実現に向けて、魅力ある観光地の形成、国際観光の振興その他の観光に関する事務を所管する国土交通省の外局である。2008年（平成20年）10月1日に設置された。

## 概要
国家行政組織法および国土交通省設置法第41条第1項に基づき設置されている。観光庁長官を長とし、内部部局として総務課、観光戦略課、観光産業課、国際観光部、観光地域振興部の3課2部を置く。
観光庁が起草・編集する白書として「観光白書」がある。観光立国推進基本法により政府が毎年国会に提出しなければならない「観光の状況及び政府が観光立国の実現に関して講じた施策に関する報告」（第8条第1項）および「前項の報告に係る観光の状況を考慮して講じようとする施策を明らかにした文書」（第8条第2項）が収録される。後者の文書は国土交通省の交通政策審議会（観光分科会）の意見を聴いて作成しなければならない。文書作成に関する事務は総務課がつかさどる（国土交通省組織令第224条の4第22項）。

## 所掌事務
国土交通省設置法に定められた上記任務を達成するため、観光庁は、同法第4条に列記された所掌事務のうち、下記の計7号の事務をつかさどる（国土交通省設置法第44条）。具体的には以下に関することなどがある。
- 観光地及び観光施設の改善その他の観光の振興（第21号）
- 旅行業、旅行業者代理業その他の所掌に係る観光事業の発達、改善及び調整（第22号）。
- 通訳案内士、地域限定通訳案内士、国際戦略総合特別区域通訳案内士、地域活性化総合特別区域通訳案内士及び福島特例通訳案内士（第22の2号）。
- ホテル及び旅館の登録（第23号）

上所掌事務の根本基準は、観光立国の実現に関する施策に関し国及び地方公共団体の責務等を明らかにした「観光立国推進基本法（平成18年12月20日法律第117号）」が定めている。同法第3条は国の観光振興に関する責務について、「観光立国の実現に関する施策を総合的に策定し、及び実施する責務を有する」と規定している。

### 観光立国推進基本計画
観光立国推進基本法の規定により政府は、観光立国の実現に関する施策の総合的かつ計画的な推進を図るため、観光立国の実現に関する基本的な計画（以下「観光立国推進基本計画」という。）を定めなければならない（第10条第1項）。観光立国推進基本計画は、（1）観光立国の実現に関する施策についての基本的な方針、（2）観光立国の実現に関する目標、（3）観光立国の実現に関し、政府が総合的かつ計画的に講ずべき施策、（4）そのほか、観光立国の実現に関する施策を総合的かつ計画的に推進するために必要な事項を定める（第10条第2項）。計画の案は国土交通大臣が、交通政策審議会の意見を聴いて作成し、閣議の決定を求めなければならないとされ（第10条第3項）、観光庁はその実務を担う。
現在の「観光立国推進基本計画」は2017年3月28日に閣議決定されたもので、2007年6月29日に閣議決定された最初の計画を2012年3月30日に改訂したものを更に改訂したものである。なお従来の計画は５年間の計画期間としていたが、観光ビジョンの目標年次や2020年東京オリンピック・パラリンピック競技大会の開催を踏まえ、平成32年度(2020年度)までの4年間を新たな計画の計画期間とした。
基本的な目標として以下の7項目が掲げられている。
1. 国内旅行消費額：21兆円
2. 訪日外国人旅行者数：4,000万人
3. 訪日外国人旅行消費額：８兆円
4. 訪日外国人旅行者に占めるリピーター数：2,400万人
5. 訪日外国人旅行者の地方部における延べ宿泊者数：7,000万人泊
6. アジア主要国における国際会議の開催件数に占める割合：３割以上・アジア最大の開催国
7. 日本人の海外旅行者数　2,000万人

### 国際観光の振興
観光立国推進基本法の規定により、国は、外国人観光旅客の来訪の促進を図るため、我が国の伝統、文化等を生かした海外における観光宣伝活動の重点的かつ効果的な実施、国内における交通、宿泊その他の観光旅行に要する費用に関する情報の提供、国際会議その他の国際的な規模で開催される行事の誘致の促進、外国人観光旅客の出入国に関する措置の改善、通訳案内のサービスの向上その他の外国人観光旅客の受入れの体制の確保等に必要な施策を講ずるものとされる（第17条）。
この訪日外国人観光旅行を促進する施策の一環として、観光庁は「訪日旅行促進事業」（ビジット・ジャパン事業）に協力している。これは観光基本法時代の2003年4月より、「ビジット・ジャパン・キャンペーン」という呼び名で、国土交通省、国際観光振興機構、民間旅行業者および関係自治体などが参加する「ビジット・ジャパン・キャンペーン実施本部」が統括主体となり、始まった事業である。

### 観光旅行の促進のための環境の整備
観光立国推進基本法の規定により、国は、観光旅行の容易化及び円滑化を図るため、休暇に関する制度の改善その他休暇の取得の促進、観光旅行の需要の特定の時季への集中の緩和、観光事業者の不当な営利行為の防止その他の観光に係る消費者の利益の擁護、観光の意義に対する国民の理解の増進等に必要な施策を講ずるものとされる（第20条）。これに関する事務は総務課が所掌する（国土交通省組織令第22条の4第18号）。また、2012年3月に改訂された「観光立国推進基本計画」は、顕在化していない需要を掘り起こし、交流人口の拡大による地域経済の活性化を図るために、観光庁が「休暇改革の推進」を主導することを掲げている。具体的には、年次有給休暇の取得推進、小中学校の休業の多様化と柔軟化、大型連休を地域別に分散して設定する休暇取得の分散化を挙げている。

## 沿革
- 1949年（昭和24年）6月1日 - 運輸省大臣官房に観光部を設置。
- 1955年（昭和30年）8月10日 - 大臣官房観光部を廃止し、観光局を設置。
- 1968年（昭和43年）6月15日 - 観光局を廃止し、大臣官房に観光部を設置。
  - 佐藤栄作首相の方針により各省庁が一律に1局を削減され、その一環としての組織改正。

- 1984年（昭和59年）7月1日 - 国際運輸・観光局を設置し、観光部を大臣官房から同局に移管。
  - 交通機関別の組織から政策を中心とした行政ニーズに対応した組織への改編（いわゆるタテ割り組織から横割り組織への改編）に伴う措置。

- 1991年（平成3年）7月1日 - 国際運輸・観光局を廃止し、同局に置かれていた観光部は運輸政策局に移管。
- 2001年（平成13年）1月6日 - 国土交通省の発足に伴い、運輸省の運輸政策局と建設省の建設経済局を総合政策局に統合。観光部は総合政策局に所属。
- 2004年（平成16年）7月1日 - 大臣官房に総合観光政策審議官（局長級）を設置し、総合政策局の観光部は廃止。
  - 組織法上は旧観光部の観光関係各課は総合政策局に属する形となったが、実務上は大臣官房の総合観光政策審議官が観光関係各課を指揮監督していた。

- 2006年（平成18年）
  - 12月6日 - 第165回臨時国会にて、塩谷立衆議院国土交通委員長が観光基本法（昭和38年法律第107号）の全部を改正する「観光立国推進基本法案」を衆議院に提出。同日中に国土交通委員会が全会一致で可決するとともに、自民・民主・公明3会派共同提案による「観光立国の推進に関する件」が決議される[8]。この決議は政府に「観光立国の実現に関する施策の遂行に当たっては、各省庁の横断的な英知を結集しながら、総合的、効果的かつ効率的に行い、行政改革の趣旨を踏まえて、観光庁等の設置の実現に努力すること」（第8項）を要求した。
  - 12月7日 - 衆議院本会議で同法律案が全会一致で可決[9]。
  - 12月12日 - 参議院国土交通委員会で可決、附帯決議がなされる[10]。
  - 12月13日 - 参議院本会議で全会一致で可決、「観光立国推進基本法」が成立。同月20日、公布（平成18年法律第117号）[11]。

- 2007年（平成19年）
  - 1月1日 - 観光立国推進基本法施行。
  - 6月29日 - 観光立国推進基本法に基づき策定された「観光立国推進基本計画」が閣議決定される[12]。
  - 8月 - 国土交通省が観光庁を創設する方針を決め、12月には政府方針となる[13][14]。

- 2008年（平成20年）
  - 1月29日 - 福田康夫内閣が観光庁設置のための「国土交通省設置法等の一部を改正する法律案」を閣議決定。衆議院先議で第169回国会に提出された。
  - 4月15日 - 衆議院国土交通委員会で同改正案を一部修正し可決。衆議院本会議で可決[15]。
  - 4月24日 - 参議院国土交通委員会で可決。
  - 4月25日 - 参議院本会議で可決、改正法が成立。5月2日に公布（平成20年法律第26号）[16]。
  - 10月1日 - 国土交通省設置法の観光庁設置に係る改正部分が施行され、大臣官房総合観光政策審議官および総合政策局観光政策課・国際観光課・観光経済課・観光資源課・観光事業課・観光地域振興課を廃止して、観光庁が発足。
    - 外局の新設は2000年7月1日の金融庁の発足以来8年ぶりであり、2001年1月の中央省庁再編以来初めてであった。観光庁設置にあたり、総合政策局の観光関係6課の職員約80人のほか約30人が追加され、人員が約110名にまで増強された。更に2018年4月に定員が109名から200名に[17]、2019年4月に定員が200名から219名に[18]増加された。

## 組織
観光庁の組織は基本的に、法律の国土交通省設置法、政令の国土交通省組織令および省令の国土交通省組織規則が階層的に規定している。。

### 特別な職
- 観光庁長官（法律第43条）
- 次長（政令第221条）
- 審議官（政令第222条）（2人）

### 内部部局
- 総務課（政令第224条の3第1項）
- 観光戦略課
- 観光産業課
- 国際観光部（政令第224条）
  - 国際観光課
  - 参事官（２人）
- 観光地域振興部
  - 観光地域振興課
  - 観光資源課

### 地方支分部局
観光庁は、地方の出先機関（法律上の呼称は「地方支分部局」）を有しないが、各地域の観光に関する施策は、各国土交通省地方運輸局、神戸運輸監理部、内閣府沖縄総合事務局運輸部において行っている。担当組織は地方運輸局は観光部（観光企画課、国際観光課、観光地域振興課）、神戸運輸監理部は、総務企画部企画課　沖縄総合事務局は、運輸部企画室となっている。

## 財政
2024年度（令和6年度）一般会計予算における観光庁所管の歳出予算は520億0485万円。科目内訳は観光庁共通費が21億1851万8千円、観光振興費が373億4432万円、独立行政法人国際観光振興機構運営費が125億4201万2千円となっている。
国土交通省は、国会、裁判所、会計検査院、内閣、内閣府、復興庁、総務省、法務省、外務省、財務省、文部科学省、厚生労働省、農林水産省、経済産業省、国土交通省、環境省及び防衛省所管の東日本大震災復興特別会計を共管している。2024年度予算において東日本大震災復興特別会計に官公庁所管分は、計上されていない。

## 職員
一般職の在職者数は2023年7月1日現在、213人（男性158人、女性55人）である。
定員は省令の国土交通省定員規則によって、224人と定められている。

## 所管法人
国土交通省が主管する独立行政法人のうち、は2024年4月1日現在、観光庁は、国際観光振興機構（JNTO、通称:日本政府観光局）の主務局になっている。
国土交通省が所管する特別の法律により設立される民間法人（特別民間法人）、特殊法人、特別の法律により設立される法人で、観光庁主管のものはない。
国土交通省の該当の項も参照

## 歴代長官
| 代 | 氏名       | 在任期間                      | 前職                                     |
| -- | ---------- | ----------------------------- | ---------------------------------------- |
| 1  | 本保芳明   | 2008年10月1日 - 2010年1月4日  | 国土交通省総合観光政策審議官（技官）     |
| 2  | 溝畑宏     | 2010年1月4日 - 2012年3月31日  | 株式会社大分フットボールクラブ代表取締役 |
| 3  | 井手憲文   | 2012年4月1日 - 2013年8月1日   | 国土交通省海事局長                       |
| 4  | 久保成人   | 2013年8月1日 - 2015年9月10日  | 国土交通省大臣官房長                     |
| 5  | 田村明比古 | 2015年9月11日 - 2018年7月31日 | 国土交通省航空局長                       |
| 6  | 田端浩     | 2018年7月31日 - 2020年7月21日 | 国土交通審議官                           |
| 7  | 蒲生篤実   | 2020年7月21日 - 2021年7月1日  | 国土交通省総合政策局長                   |
| 8  | 和田浩一   | 2021年7月1日 - 2023年7月4日   | 国土交通省航空局長                       |
| 9  | 髙橋一郎   | 2023年7月4日 - 2024年7月1日   | 国土交通省海事局長                       |
| 10 | 秡川直也   | 2024年7月1日 - 2025年7月1日   | 内閣官房内閣審議官（内閣官房副長官補付） |
| 11 | 村田茂樹   | 2025年7月1日 - 現職           | 国土交通省大臣官房長                     |

## 幹部職員

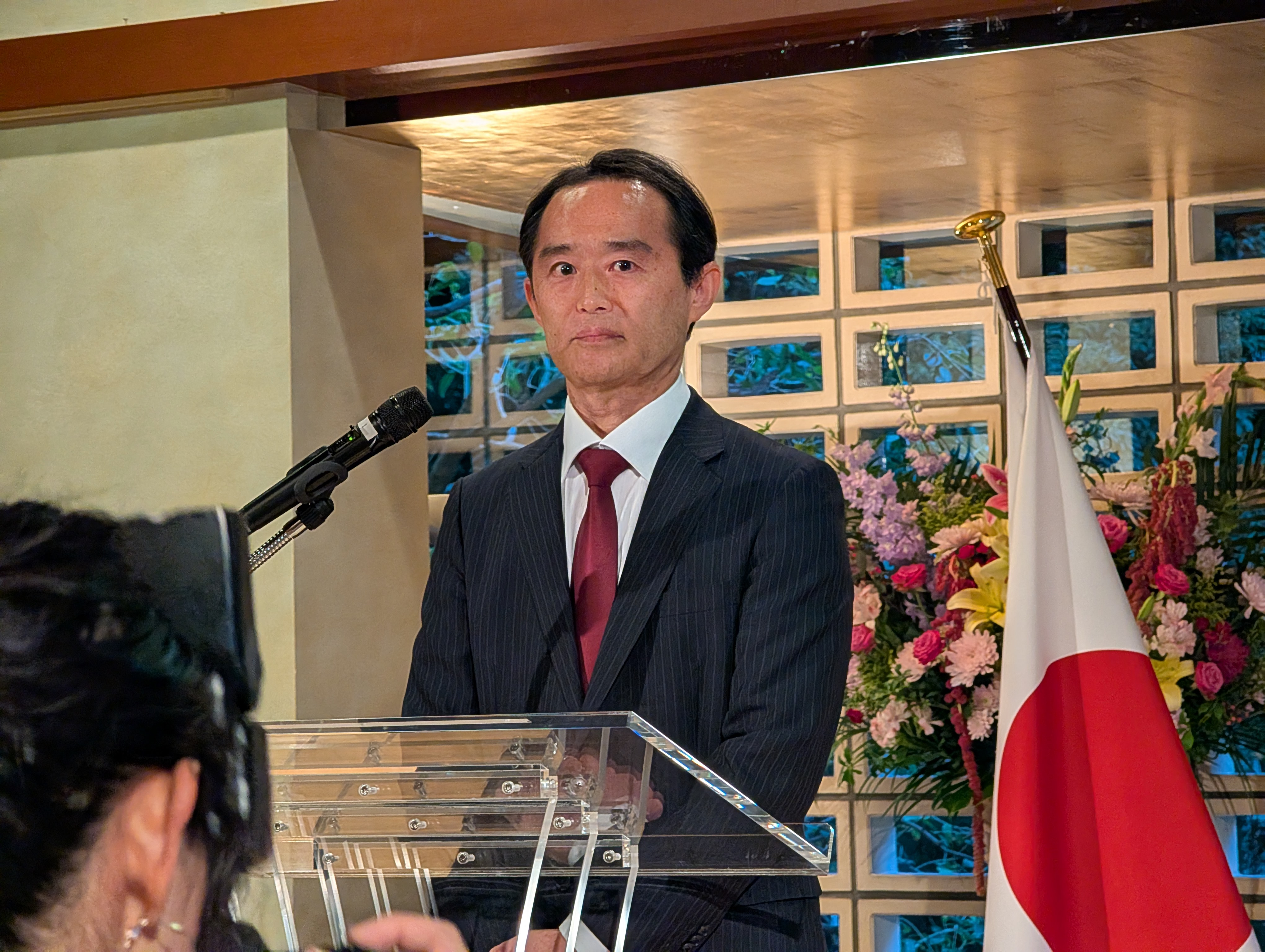
国際観光部長　中野岳史

2025年（令和7年）7月1日現在
- 長官：村田茂樹
- 次長兼観光政策統括調整官：木村典央
- 審議官：田中賢二
- 国際観光部長：中野岳史
- 観光地域振興部長：長﨑敏志